# Витињано (Форли-Чезена)
Витињано је насеље у Италији у округу Форли-Чезена, региону Емилија-Ромања.
Према процени из 2011. у насељу је живело 74 становника. Насеље се налази на надморској висини од 253 м.